# Micromus numerosus
Micromus numerosus is een insect uit de familie van de bruine gaasvliegen (Hemerobiidae), die tot de orde netvleugeligen (Neuroptera) behoort. 
Micromus numerosus is voor het eerst wetenschappelijk beschreven door Navás in 1910.